# أفرو لانكاستر
أفرو لانكاستر  (بالإنجليزية: Avro Lancaster)‏ هي قاذفة قنابل بأربع محركات أنتجت في بريطانيا. من صناعة أفرو. كانت تستخدم بشكل أساسي من قبل سلاح الجو الملكي. كان أول طيران لها في 9 يناير 1941. دخلت الخدمة في 1942، انتهت خدمتها في 1963. صنع منها 7,377 طائرة.

## المستخدمون
- سلاح الجو الملكي
- القوات الجوية الملكية الأسترالية
- سلاح الجو الملكي الكندي
- سلاح الجو الملكي النيوزيلندي

## المواصفات
- الطاقم:7الطيار، مهندس القتال، الملاح، موجه القنابل/موجه الرشاش، عامل اللاسلكي، الرامي في أعلى ووسط الطائرة والرامي الخلفي.
- الطول: 69 قدم4 إنش (21.11 متر)
- باع الجناح: 102 قدم0 إنش (31.09 متر)
- الارتفاع: 20 قدم6 إنش (6.25 متر)
- مساحة الجناح:1,297 قدم مربع (120.5 متر²)
- الوزن الفارغ: 36,457 باوند (16,571 كيلوغرام)
- الوزن مع الحمولة:68,000 باوند (30,909 كيلوغرام)[1]
- وزن الإقلاع الأقصى:72,000 باوند (32,727 كيلوغرام) مع قنبلة تزن 22,000 باوند (10,000 كيلوغرام)
- محرك الطائرة:4×رولز رويس ميرلين محرك في 12، 1,280 حصان (954 كيلوواط) لكل محرك
- السرعة القصوى: 282 ميل/سا (246 عقدة، 454 كم/سا) بوزن 63,000 باوند (29,000 كيلوغرام) وارتفاع 13,000 قدم (4,000 متر)
- السرعة العادية: 200 ميل/سا (174 عقدة، 322 كم/سا)
- المدى: 2,530 ميل (2,200 ميل بحري، 4,073 كيلومتر)
- سقف الخدمة:21,400 قدم (6,500 متر) بوزن 63,000 باوند (29,000 كيلوغرام)[2]
- معدل الصعود: 720 قدم/د (3.7 متر/ثا) بوزن 63,000 باوند (29,000 كيلوغرام) وارتفاع 9,200 قدم (2,800 متر) [2]
- الرشاش:2 رشاش آلي من نوع إم1919 براونغج في مقدمة البرج،2 رشاش آلي من نوع إم1919 براونغج في أعلى البرج،4 رشاش آلي من نوع إم1919 براونغج في البرج الخلفي
- القنابل: أكبر قنبلة عادية بوزن 14,000 باوند (6,350 كيلوغرام) أو 22,000 باوند (9,979 كيلوغرام) حُملت كانت قنبلة غراند سلام (قنبلة) مع بعض التعديلات لحجرة القنابل.[1]